# Misael Miranda
Misael Miranda Gómez (México, 23 de abril de 1996) es un futbolista mexicano, juega como mediocampista y su actual equipo es el Tarxien Rainbows FC de la Premier League de Malta.

### Estadísticas
Actualizado el 27 de enero de 2021.
| St. Andrews                      | 1.ª                 | 2017-18             | 21 | 3 | 1 | 0 | 0 | 0 | 22 | 3 |
| St. Andrews                      | Total               | Total               | 21 | 3 | 1 | 0 | 0 | 0 | 22 | 3 |
| Mosta F. C.                      | 1.ª                 | 2018-19             | 10 | 1 | 0 | 0 | 0 | 0 | 10 | 1 |
| Mosta F. C.                      | Total               | Total               | 10 | 1 | 0 | 0 | 0 | 0 | 10 | 1 |
| Ħamrun Spartans F. C.            | 1.ª                 | 2018-19             | 1  | 0 | 0 | 0 | 0 | 0 | 1  | 0 |
| Ħamrun Spartans F. C.            | Total               | Total               | 1  | 0 | 0 | 0 | 0 | 0 | 1  | 0 |
| Tarxien Rainbows FC              | 1.ª                 | 2019-20             | 12 | 0 | 0 | 0 | 0 | 0 | 12 | 0 |
| Tarxien Rainbows FC              | 1.ª                 | 2020-21             | 7  | 0 | 0 | 0 | 0 | 0 | 7  | 0 |
| Tarxien Rainbows FC              | Total               | Total               | 19 | 0 | 0 | 0 | 0 | 0 | 19 | 0 |
| Total en su carrera              | Total en su carrera | Total en su carrera | 51 | 4 | 1 | 0 | 0 | 0 | 52 | 4 |
| (1) Incluye datos de la Copa MX. |                     |                     |    |   |   |   |   |   |    |   |